# Mammendorf
Mammendorf er en kommune i Landkreis Fürstenfeldbruck der ligger i den vestlige del af Regierungsbezirk Oberbayern i den tyske delstat Bayern. Mammendorf fejrer i 2008 sit 1250-års jubilæum og er dermed den ældste by i regionen.

## Geografi
Mammendorf ligger omkring 8 km vest for Fürstenfeldbruck og 35 km vest for München. Mammendorf er administrationsby for Verwaltungsgemeinschaft Mammendorf.
Floden Maisach løber gennem kommunen.